# Arbeitskreis Frauengesundheit in Medizin, Psychotherapie und Gesellschaft
Der Arbeitskreis Frauengesundheit in Medizin, Psychotherapie und Gesellschaft e. V. (AKF) ist ein 1993 gegründeter gemeinnütziger Verein und der heute größte Zusammenschluss von unabhängigen Frauengesundheitsorganisationen im deutschsprachigen Raum. Der AKF organisiert Hebammen, Ärztinnen, Psychologinnen und Pädagoginnen, Heilpraktikerinnen, in den Pflegeberufen Tätige, Selbsthilfe und Gesundheitswissenschaftlerinnen, vereint Berufsverbände und Organisationen, Frauenberatungsstellen, Frauengesundheitszentren und Selbsthilfeverbände und vertritt die Interessen von Frauen als Patientinnen, als Expertinnen und als Bürgerinnen. Im November 2017 wurde Ingrid Mühlhauser zur Vorsitzenden des Arbeitskreises gewählt.

## Organisation
Der Arbeitskreis Frauengesundheit in Medizin, Psychotherapie und Gesellschaft e. V. (AKF) setzt sich unter frauenspezifischen Gesichtspunkten für die Erarbeitung und Vermittlung von Wissen aus Gynäkologie, Psychotherapie, Psychosomatik und verwandten Gebieten ein. Besondere Schwerpunkte sind die Förderung und Unterstützung der gesundheitlichen Eigenverantwortung von Frauen, Sammlung und Auswertung von relevanten Arbeitsergebnissen aus den genannten Fachgebieten und die Herausgabe von Informationen an Interessierte. Der AKF arbeitet interdisziplinär, um die Hintergründe der auf die Frauengesundheit wirkenden Einflüsse deutlich zu machen und fördert die Archivierung von Publikationen aus den genannten Gebieten. Der Vereinssitz befindet sich in Berlin.
Die Arbeit des Vereins finanziert sich überwiegend aus Mitgliedsbeiträgen und privaten Spenden von Frauen. Projektbezogene Mittel erhält der AKF auch aus Mitteln der öffentlichen Hand, von gesetzlichen Krankenkassen oder aus kleinen, gemeinnützigen frauenorientierten Stiftungen.

## Geschichte
Der Verein gründete sich vor dem Hintergrund von Fehlentwicklungen in der Medizin, explizit überflüssigen Operationen, einem Trend, in dem die Gründerinnen eine Entfremdung eigentlicher medizinischer Aufgaben sahen, durch den Frauen zum Medizinobjekt disqualifiziert wurden.

## Regelmäßige Aktivitäten
Der Arbeitskreis Frauengesundheit in Medizin, Psychotherapie und Gesellschaft e. V. verfasst regelmäßig Positionspapiere und Stellungnahmen zu Themen der Frauengesundheit und organisiert jährlich Jahrestagungen, Fachtagungen zur Gynäkologie und Fachveranstaltungen, die der Fortbildung und Information von Interessierten gewidmet sind, um auf relevante aktuelle Themen der Frauengesundheit aufmerksam zu machen.

## Aufklärungsarbeit
Der AKF hat Informationsmaterialien zu Themen wie HPV-Inpfung, IGeL-Leistungen, Hormontherapie oder zur normalen Geburt erarbeitet. Es gibt Broschüren zu Themen wie der psychischen Gesundheit von Gewalt betroffenen Frauen und ihren Kindern, zum Mutterschutz, zum Kaiserschnitt oder zur Vermeidung von hormonell wirksamen Chemikalien und Brustkrebs.

## Gesundheitsbezogene Interessenvertretung
Der Arbeitskreis Frauengesundheit in Medizin, Psychotherapie und Gesellschaft e. V. arbeitet auf kommunaler und nationaler Ebene zusammen mit Behörden, entsendet Fachexpertinnen zur Mitarbeit bei der Entstellung von medizinischen Leitlinien und arbeitet als Partnerorganisation der Arbeitsgemeinschaft der Wissenschaftlichen Medizinischen Fachgesellschaften oder des Netzwerks Evidenzbasierte Medizin mit an nationalen Versorgungs- und Behandlungsstandards. So gründete der AKF 2006 auch den Runden Tisch "Lebensphase Eltern werden" gegen die zunehmende Pathologisierung und Medikalisierung von Schwangerschaft und Geburt und hat langjährig maßgeblich an der Entwicklung des im Februar 2017 veröffentlichten nationalen Gesundheitsziels "Gesundheit rund um die Geburt" mitgearbeitet.

## Vernetzung
Der Verein hat rund 70 Mitgliedsorganisationen, die sich ebenfalls einer Förderung der Frauengesundheit verpflichtet sehen, darunter z. B.
- Deutscher Hebammenverband e. V. (DHV)
- medica mondiale e. V.
- Müttergenesungswerk Elly-Heuss-Knapp-Stiftung – Deutsches Müttergenesungswerk
- Terre des Femmes e. V. (TDF)
- Bundesverband Frauenberatungsstellen und Frauennotrufe – Frauen gegen Gewalt (bff)

sowie die Frauenhauskoordinierung, Frauengesundheitszentren, und frauengesundheitsspezifische Selbsthilfeorganisationen. Darüber hinaus pflegt der Verein weitere Kooperationen.

## Veröffentlichungen (Auswahl)
- Ramona Saavedra Santis, Christl Wickert (Hrsg.): „… unmöglich, diesen Schrecken aufzuhalten“ – Die medizinische Versorgung durch Häftlinge im Frauen-KZ Ravensbrück. Metropol Verlag, Berlin 2017, ISBN 978-3-86331-344-9.
- Selbstoptimierung bis zur Erschöpfung … Widerstandskraft und psychische Gesundheit von Frauen. Arbeitskreis Frauengesundheit in Medizin, Psychotherapie und Gesellschaft (Hg.). Mabuse Verlag, Frankfurt am Main 2015, ISBN 978-3-86321-280-3.
- Barbara Ehret, Mirjam Roepke-Bunscak: Frauen – Körper – Gesundheit – Leben. Diana Verlag, München 2008, ISBN 978-3-453-28513-2.
- Maria Beckermann, Friederike Perl (Hrsg.): Frauen-Heilkunde und Geburts-Hilfe. Schwabe Verlag, Basel 2004, ISBN 3-7965-1600-9.